# Anders Nilsson (affärsman)
Anders Nilsson, född 23 maj 1885 i Oxie socken, död där 12 mars 1950, var en svensk affärsman.
Anders Nilsson var son till lantbrukaren Nils Larsson. Han studerade 1905–1908 vid lantbruks- och mejeriskolor i Sverige och Danmark. 1907–1910 var han exportör av svenska avelsdjur till Polen och Ryssland samt 1911–1918 godsförvaltare i Ukraina och 1919–1923 förtroendeman för AB Baltic och Arvikaverken i Kaukasien och Ryssland. Han var 1922–1923 dessutom svenska handelsdelegerades i Moskva representant i Kaukasus. 1924–1928 tjänstgjorde Nilsson som AB Baltics och Arvikaverkens förtroendeman på Balkan och i Turkiet, varefter han var direktör för AB Alfa Separator i Zagreb 1929–1031, VD i Persiska kompani AB 1932–1936 och i Irano-Swedish co. AB 1936–1937, båda i Teheran. Från 1937 var Nilsson VD för AB Sverige-österled i Malmö, som importerade äkta mattor och konsthantverksprodukter från Östeuropa och Orienten. Han var tillförordnad svensk generalkonsul i Teheran 1932–1933 och svensk konsul där 1935–1937. Från 1938 var Nilsson jugoslavisk konsul i Malmö.

## Familj
Anders Nilsson gifte sig 1921 med Käthy Maria Peterson (1899-1980).